# Rich Kenah
Rich Kenah (né le 4 août 1970 à Montclair) est un athlète américain spécialiste du 800 mètres.
Pour ses débuts sur la scène internationale, en 1989, il s'impose lors des Jeux panaméricains juniors. En 1997, l'Américain décroche la médaille de bronze lors des mondiaux en salle de Paris, ainsi qu'aux Championnats du monde d'Athènes, se classant derrière le Danois Wilson Kipketer et le Cubain Norberto Téllez. Durant cette même année, il établit la meilleure performance de sa carrière sur le double tour de piste en signant le temps de 1 min 43 s 38 lors du Meeting de Zurich. 

## Palmarès
| Date | Compétition                    | Lieu    | Résultat | Performance   |
| ---- | ------------------------------ | ------- | -------- | ------------- |
| 1997 | Championnats du monde en salle | Paris   | 3e       | 1 min 46 s 16 |
| 1997 | Championnats du monde          | Athènes | 3e       | 1 min 44 s 25 |
| 1997 | Finale du Grand Prix           | Fukuoka | 4e       | 1 min 45 s 19 |